# 대륙풀거미
대륙풀거미(학명: Agelena labyrinthica)는 거미목 가게거미과 풀거미속에 속한 정주성 거미의 일종이다. 유럽과 중앙아시아·동아시아 등 유라시아 대륙 전반에 주로 분포한다.

## 서식과 분포
유럽에서는 매우 흔히 보이는 종으로, 특히 초목이 발달한 숲지대나 건조한 초원에서 관찰된다. 동쪽으로는 중앙아시아를 거쳐 한국·일본·중국·몽골 등 동아시아에서도 서식한다.
대륙풀거미는 거미줄을 치면서 은신처를 만드는 정주성 거미로, 마치 미궁 속을 닮은 깔때기꼴의 거미집을 키 작은 풀과 초목이 우거진 곳에 지어 놓는다. 거미집은 지면으로부터 최대 1.5m 높이까지 올라가서 지을 수 있지만 대개는 60cm 내외의 높이에 형성된다.